# 衝重
衝重（ついがさね）とは、平安時代から中世にかけて用いられた食器類を載せる脚付の配膳道具・祭祀道具。
折櫃の蓋を櫃の上に裏返して重ねて器の代わりとしていた物が元になったとされ、隅切方形で縁が付いた折敷の下に檜材や杉材を薄く剥いだ片木板を四角に片筒状に折り曲げて脚にして継ぎ重ねた。脚の側面には眼象と呼ばれる透かしが開けられており、四本の脚に眼象があるものを「四方衝重」と呼び、以下眼象のある脚の数に合わせて三方、二方、一方衝重と名づけられ、眼象のないものを「供饗」と称した。当初は蒸飯のための配膳道具であったが、後に用途が広がり、鎌倉時代に入ると漆塗りや蒔絵が施したものが現れるようになった。